# Митька (деревня)
Митька — опустевшая деревня в Пестяковском районе Ивановской области. Входит в состав Пестяковского сельского поселения.

## География
Находится в юго-восточной части Ивановской области на расстоянии приблизительно 4 км на юго-запад по прямой от районного центра поселка Пестяки.

## История
В 1859 году здесь (тогда деревня в составе Гороховецкого уезда Владимирской губернии) было учтено 5 дворов.

## Население
Постоянное население составляло 20 человек (1859 год), 2 в 2002 году (русские 100 %), 0 в 2010.